# Droga wojewódzka nr 342
Droga wojewódzka nr 342 (DW342) – droga wojewódzka w środkowej części województwa dolnośląskiego o długości 21,8 km łącząca Wrocław z drogą wojewódzką nr 340 w mieście Oborniki Śląskie. Droga przebiega wzdłuż trasy kolejowej Wrocław-Poznań, w obrębie powiatu trzebnickiego.

## Historia numeracji
Na przestrzeni lat droga miała przypisane różne oznaczenia i kategorie:

| Numer | Kategoria                                                                 | Przebieg                                                          | Lata obowiązywania | Źródło | Uwagi |
| --- | ------------------------------------------------------------------------- | ----------------------------------------------------------------- | ------------------ | --- | --- |
| Do 1945 roku trasa znajdowała się poza terytorium Polski. Nieznana numeracja w latach 1945–1952. |                                                                           |                                                                   |                    | | |
| ? | droga drugorzędna / droga lokalna („droga inna”)                          | Wrocław – Szewce – Oborniki Śląskie – Osolin – Skokowa – Strupina | 1952 – 1970        | - Mapa samochodowa Polski, Warszawa: Państwowe Przedsiębiorstwo Wydawnictw Kartograficznych, 1956. Brak numerów stron w książce - Atlas samochodowy Polski. Warszawa: Państwowe Przedsiębiorstwo Wydawnictw Kartograficznych, 1958, s. 93. - Mapa samochodowa Polski 1:1 000 , Warszawa: Państwowe Przedsiębiorstwo Wydawnictw Kartograficznych, 1962. Brak numerów stron w książce - Atlas samochodowy Polski 1:500 000. Wyd. IV. Warszawa: Państwowe Przedsiębiorstwo Wydawnictw Kartograficznych, 1965, s. 93. | • brak danych o numeracji • kategoria na podstawie materiałów źródłowych |
| x12 | droga państwowa IV klasy                                                  | Wrocław – Szewce – Oborniki Śląskie                               | 1970 – 1986 (?)    | Województwo wrocławskie: sieć dróg państwowych, 1970. | • litera x była przypisana do tablic rejestracyjnych z ówczesnego województwa wrocławskiego • kategoria na podstawie materiałów źródłowych • mapy i atlasy PPWK nie podają numeracji |
| x113 | droga państwowa V klasy                                                   | Oborniki Śląskie – Skokowa                                        | 1970 – 1986 (?)    | Województwo wrocławskie: sieć dróg państwowych, 1970. | • litera x była przypisana do tablic rejestracyjnych z ówczesnego województwa wrocławskiego • kategoria na podstawie materiałów źródłowych • mapy i atlasy PPWK nie podają numeracji |
| x112 | droga państwowa V klasy                                                   | Skokowa – Strupina                                                | 1970 – 1986 (?)    | Województwo wrocławskie: sieć dróg państwowych, 1970. | • litera x była przypisana do tablic rejestracyjnych z ówczesnego województwa wrocławskiego • kategoria na podstawie materiałów źródłowych • mapy i atlasy PPWK nie podają numeracji |
| 342 | • droga krajowa: 14 II 1986 – 31 XII 1998 • droga wojewódzka: od 1 I 1999 | Wrocław – Oborniki Śląskie – Strupina                             | od 14 II 1986      | \| Lista źródeł \| \| ---------------------------------------------------------------------------------------------------------------------------------------------------------------------------------------------------------------------------------------------------------------------------------------------------------------------------------------------------------------------------------------------------------------------------------------------------------------------------------------------------------------------------------------------------------------------------------------------------------------------------------------------------------------------------------------------------------------------------------------------------------------------------------------------------------------------------------------------------------------------------------------------------------------------------------------------------------------------------------------------------------------------------------------------------------------------------------------------------------------------------------------------------------------------------------------------------------------------------------------------------------------------------------------------------------------------------------------------------------------------------------------------------------------------------------------------------------------------------------------------------------------------------------------------------------------------------------------------------------------------------------------------------------------------------------------------------------------------------------------------------------------------------------------------------------------------------------------------------------------------------------------------------------------------------------------------------------------------------------------------------------------------------------------------------------------------------------------------------------------------------------------------------------------------------------------------------------------------------------------------- \| \| - Uchwała nr 192 Rady Ministrów z dnia 2 grudnia 1985 r. w sprawie zaliczenia dróg do kategorii dróg krajowych (M.P. z 1986 r. nr 3, poz. 16) - Polska: atlas samochodowy 1:300 000. Wyd. pierwsze. Warszawa: Polskie Przedsiębiorstwo Wydawnictw Kartograficznych, 1992. ISBN 83-7000-080-0. Brak numerów stron w książce - Polska: mapa samochodowa 1:700 000, wyd. 1, Szczecin: Wydawnictwo Kartograficzne KOMPAS, 1996–1997, ISBN 83-904373-2-5. Brak numerów stron w książce - Polska: mapa samochodowa 1:700 000, wyd. II Zmienione i poprawione, Szczecin: Wydawnictwo Kartograficzne KOMPAS, 1997–1998, ISBN 83-904373-3-3. Brak numerów stron w książce - Rozporządzenie Rady Ministrów z dnia 15 grudnia 1998 r. w sprawie ustalenia wykazu dróg krajowych i wojewódzkich (Dz.U. z 1998 r. nr 160, poz. 1071) - Polska: mapa samochodowa z podziałem administracyjnym 1:700 000, wyd. V Zmienione, poprawione i uaktualnione, Szczecin: Wydawnictwo Kartograficzne KOMPAS, 1999–2000, ISBN 83-904373-7-6. Brak numerów stron w książce - POLSKA Atlas drogowy 1:200 000. Mapy Ścienne Beata Piętka, 2000. Brak numerów stron w książce - Polska: autoatlas 1:300 000, Autoatlas opracowano dla potrzeb Polskiego Koncernu Naftowego ORLEN Spółka Akcyjna, Warszawa:: ABW Sp. z o.o., 2001, ISBN 83-915542-0-1. Brak numerów stron w książce - Polska: mapa samochodowa z podziałem administracyjnym 1:700 000, wyd. XII Zmienione, poprawione i uaktualnione, Szczecin: Wydawnictwo Kartograficzne KOMPAS, 2004–2005, ISBN 83-904373-7-6. Brak numerów stron w książce - Polska: mapa samochodowa z podziałem administracyjnym 1:700 000, wyd. XIV Zmienione, poprawione i uaktualnione, Szczecin: Wydawnictwo Kartograficzne KOMPAS, 2005–2006, ISBN 83-904373-7-6. Brak numerów stron w książce - Polska 2016: mapa samochodowa 1:700 000, wyd. XXVII, Dom Wydawniczy PWN, 2016, ISBN 978-83-7705-942-5. Brak numerów stron w książce - Atlas samochodowy Polski 1:200 000 dla profesjonalistów. Wyd. IX. Warszawa: Dom Wydawniczy PWN, 2017. ISBN 978-83-7705-978-4. Brak numerów stron w książce - Polska 2020/2021: mapa samochodowa 1:700 000, Warszawa: Grupa PWN, 2020, ISBN 978-83-65808-36-3. Brak numerów stron w książce \| | • w latach 2019–2020 dokonano zmian przebiegu • ograniczenia dla ruchu ciężkiego |
| Lista źródeł |                                                                           |                                                                   |                    | | |
| - Uchwała nr 192 Rady Ministrów z dnia 2 grudnia 1985 r. w sprawie zaliczenia dróg do kategorii dróg krajowych (M.P. z 1986 r. nr 3, poz. 16) - Polska: atlas samochodowy 1:300 000. Wyd. pierwsze. Warszawa: Polskie Przedsiębiorstwo Wydawnictw Kartograficznych, 1992. ISBN 83-7000-080-0. Brak numerów stron w książce - Polska: mapa samochodowa 1:700 000, wyd. 1, Szczecin: Wydawnictwo Kartograficzne KOMPAS, 1996–1997, ISBN 83-904373-2-5. Brak numerów stron w książce - Polska: mapa samochodowa 1:700 000, wyd. II Zmienione i poprawione, Szczecin: Wydawnictwo Kartograficzne KOMPAS, 1997–1998, ISBN 83-904373-3-3. Brak numerów stron w książce - Rozporządzenie Rady Ministrów z dnia 15 grudnia 1998 r. w sprawie ustalenia wykazu dróg krajowych i wojewódzkich (Dz.U. z 1998 r. nr 160, poz. 1071) - Polska: mapa samochodowa z podziałem administracyjnym 1:700 000, wyd. V Zmienione, poprawione i uaktualnione, Szczecin: Wydawnictwo Kartograficzne KOMPAS, 1999–2000, ISBN 83-904373-7-6. Brak numerów stron w książce - POLSKA Atlas drogowy 1:200 000. Mapy Ścienne Beata Piętka, 2000. Brak numerów stron w książce - Polska: autoatlas 1:300 000, Autoatlas opracowano dla potrzeb Polskiego Koncernu Naftowego ORLEN Spółka Akcyjna, Warszawa:: ABW Sp. z o.o., 2001, ISBN 83-915542-0-1. Brak numerów stron w książce - Polska: mapa samochodowa z podziałem administracyjnym 1:700 000, wyd. XII Zmienione, poprawione i uaktualnione, Szczecin: Wydawnictwo Kartograficzne KOMPAS, 2004–2005, ISBN 83-904373-7-6. Brak numerów stron w książce - Polska: mapa samochodowa z podziałem administracyjnym 1:700 000, wyd. XIV Zmienione, poprawione i uaktualnione, Szczecin: Wydawnictwo Kartograficzne KOMPAS, 2005–2006, ISBN 83-904373-7-6. Brak numerów stron w książce - Polska 2016: mapa samochodowa 1:700 000, wyd. XXVII, Dom Wydawniczy PWN, 2016, ISBN 978-83-7705-942-5. Brak numerów stron w książce - Atlas samochodowy Polski 1:200 000 dla profesjonalistów. Wyd. IX. Warszawa: Dom Wydawniczy PWN, 2017. ISBN 978-83-7705-978-4. Brak numerów stron w książce - Polska 2020/2021: mapa samochodowa 1:700 000, Warszawa: Grupa PWN, 2020, ISBN 978-83-65808-36-3. Brak numerów stron w książce |                                                                           |                                                                   |                    | | |

## Dopuszczalny nacisk na oś
Na całej długości drogi dozwolony jest ruch pojazdów o nacisku na pojedynczą oś do 8 ton. Przed 19 października 2012 roku ruch ciężki o nacisku na pojedynczą oś do 10 ton był dozwolony na odcinku Wrocław – Oborniki Śląskie.

## Zmiany przebiegu
Odcinek trasy we Wrocławiu od węzła z ulicą Jana Nowaka-Jeziorańskiego (obwodnicą śródmiejską) do skrzyżowania z ulicą Żmigrodzką został pozbawiony kategorii drogi wojewódzkiej oraz przeklasyfikowany na drogę gminną. Tym samym długość drogi w mieście uległa skróceniu o około 3 km.
1 stycznia 2020 roku, na mocy uchwały Sejmiku Województwa Dolnośląskiego z 28 listopada 2019 roku, z przebiegu drogi wyłączono odcinek Oborniki Śląskie – Strupina, skracając trasę o około 17 km.

## Miejscowości leżące przy trasie DW342
- Wrocław (DK5, DW320)
- Szewce
- Zajączków
- Pęgów (DW341)
- Golędzinów
- Oborniki Śląskie (DW340)

### Miejscowości leżące przy dawnym przebiegu
- Wielka Lipa
- Osolin
- Brzeźno
- Skokowa
- Strupina